# Bishorn
Bishorn (4153 m n. m.) je hora ve Walliských Alpách. Leží v jižním Švýcarsku v kantonu Valais nedaleko italských hranic. Náleží do skupiny Weisshornu a Matterhornu. Leží severně od Weisshornu.
Hora má dva vrcholky:
- západní (4153 m n. m.), který poprvé zdolali 18. srpna 1884 G. S. Barnes, R. Chessyre-Walker, Joseph Imboden a J. M. Chanton
- východní Pointe Burnaby (4134 m n. m.), který poprvé zdolali 6. května 1884 Elizabeth Burnaby, Joseph Imboden a Peter Sarbach

Na horu je možné vystoupit z Turtmann-Hütte (2519 m n. m.) a Cabane de Tacuit (3256 m n. m.) Svahy hory pokrývá ledovec Turtmanngletscher.